# Patrick K. Gamble

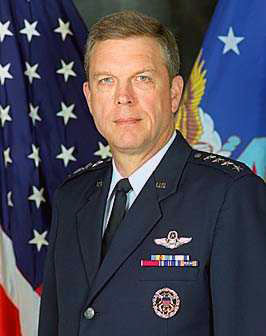
Patrick K. Gamble

Patrick K. Gamble (* 12. November 1945 in Fresno, Fresno County, Kalifornien) ist ein pensionierter General der United States Air Force. Er war unter anderem Kommandeur der Pacific Air Forces.
Über das ROTC-Programm der Texas A&M University gelangte Gamble im Jahr 1967 in das Offizierskorps der United States Air Force. In dieser Waffengattung durchlief er anschließend alle Offiziersränge vom Leutnant bis zum Vier-Sterne General.
Im Lauf seiner militärischen Karriere absolvierte er verschiedene Kurse und Schulungen. Dazu gehörten unter anderem eine Ausbildung zum Kampfpiloten und weitere Fortbildungskurse als Pilot von neuen Flugzeugtypen, das Air Command and Staff College auf der Maxwell Air Force Base in Alabama und das ebenfalls auf dieser Air Base ansässige Air War College. Außerdem erhielt er einen akademischen Grad von der Auburn University.
In seinen frühen Jahren als Offizier der Luftwaffe war er an verschiedenen Stützpunkten in den Vereinigten Staaten stationiert. Dabei war er als Pilot, Flugausbilder oder Stabsoffizier bei unterschiedlichen Einheiten tätig. Dazwischen absolvierte er die erwähnten Schulungen. Als Stabsoffizier war er unter anderem im Hauptquartier der Air Force tätig. Zwischen Mai 1969 und Mai 1970 war er im Vietnamkrieg eingesetzt.
Im April 1988 erfolgte seine zweite Versetzung außerhalb der Vereinigten Staaten, die ihn zur Kadena Air Base in Japan führte. Dort kommandierte er bis zum Juni 1989 das 18. Geschwader (18th Combat Support Wing). Daran schloss sich eine Versetzung zur Kunsan Air Base in Südkorea an, wo er zwischen Juni 1989 und 1990 den Oberbefehl über das 8. Kampfgeschwader (8th Fighter Wing) hatte. Es folgte eine Versetzung nach Washington, D.C., wo er zwischen Juni 1990 und Juni 1992 dem Stab des Chief of Staff of the Air Force angehörte. In diese Zeit fiel am 1. November 1991 seine Beförderung zum Brigadegeneral, mit der er die Generalsränge erreichte.
Nachdem er zwischen August 1992 und Juni 1993 auf der Luke Air Force Base in Arizona das 58. Sondereinsatzgeschwader (58th Special Operations Wing) kommandiert hatte, wurde er nach Colorado Springs in Colorado zur Militärakademie der Luftwaffe versetzt. Dort war er bis zum November 1994 Führungsoffizier der Kadetten und Kommandeur des 34. Ausbildungsgeschwaders (34th Training Wing). Es folgte eine Versetzung zum NATO-Hauptquartier in Belgien. Dort war er bis zum August 1996 als Stabsoffizier tätig.
Im August 1996 wurde Patrick Gamble auf die Elmendorf Air Force Base in Alaska versetzt, wo er das Kommando über das teilstreitkräfteübergreifende Verbundkommando United States Alaskan Command und die 11. Luftflotte erhielt. Diese Posten bekleidete er bis zum November 1997. Anschließend wurde er zum Hauptquartier der Luftwaffe versetzt, wo er zwischen November 1997 und Juli 1998 dessen Stabsabteilung für Luft- und Raumoperationen (deputy chief of staff, Air and Space Operations) leitete.
Anschließend wurde Patrick Gamble auf die Hickham Air Force Base in Hawaii versetzt. Dort übernahm er am 23. Juli 1998 als Nachfolger von Richard B. Myers das Kommando über die Pacific Air Forces. Dieses Amt hatte er bis zum 9. April 2001 inne als Lansford E. Trapp seine kommissarische Nachfolge antrat. Gleichzeitig ging Gamble in den Ruhestand. Als aktiver Pilot hatte er es auf über 3,100 Flugstunden gebracht.
Nach seiner Pensionierung war Patrick Gamble zwischen 2001 und 2010 Präsident der Alaska Railroad und danach bis 2015 Präsident des Universitätsverbundes University of Alaska System.

## Daten der Beförderungen
| Abzeichen | Rang               | Jahr               |
| --------- | ------------------ | ------------------ |
|           | Second Lieutenant  | 13. Dezember 1967  |
|           | First Lieutenant   | 13. Dezember 1969  |
|           | Captain            | 13. Dezember 1970  |
|           | Major              | 1. Juni 1976       |
|           | Lieutenant Colonel | 1. September 1980  |
|           | Colonel            | 1. September 1985  |
|           | Brigadier General  | 1. November 1991   |
|           | Major General      | 28. September 1994 |
|           | Lieutenant General | 1. September 1996  |
|           | General            | 1. Oktober 1998    |

## Orden und Auszeichnungen
Patrick Gamble erhielt im Lauf seiner militärischen Laufbahn unter anderem folgende Auszeichnungen:
- Defense Distinguished Service Medal
- Air Force Distinguished Service Medal
- Legion of Merit
- Distinguished Flying Cross
- Meritorious Service Medal
- Air Medal
- Air Force Commendation Medal
- Presidential Unit Citation
- Vietnam Service Medal
- Gallantry Cross (Südvietnam)
- Vietnam Staff Service Medal (Südvietnam)
- NATO-Medaille